# André Greipel

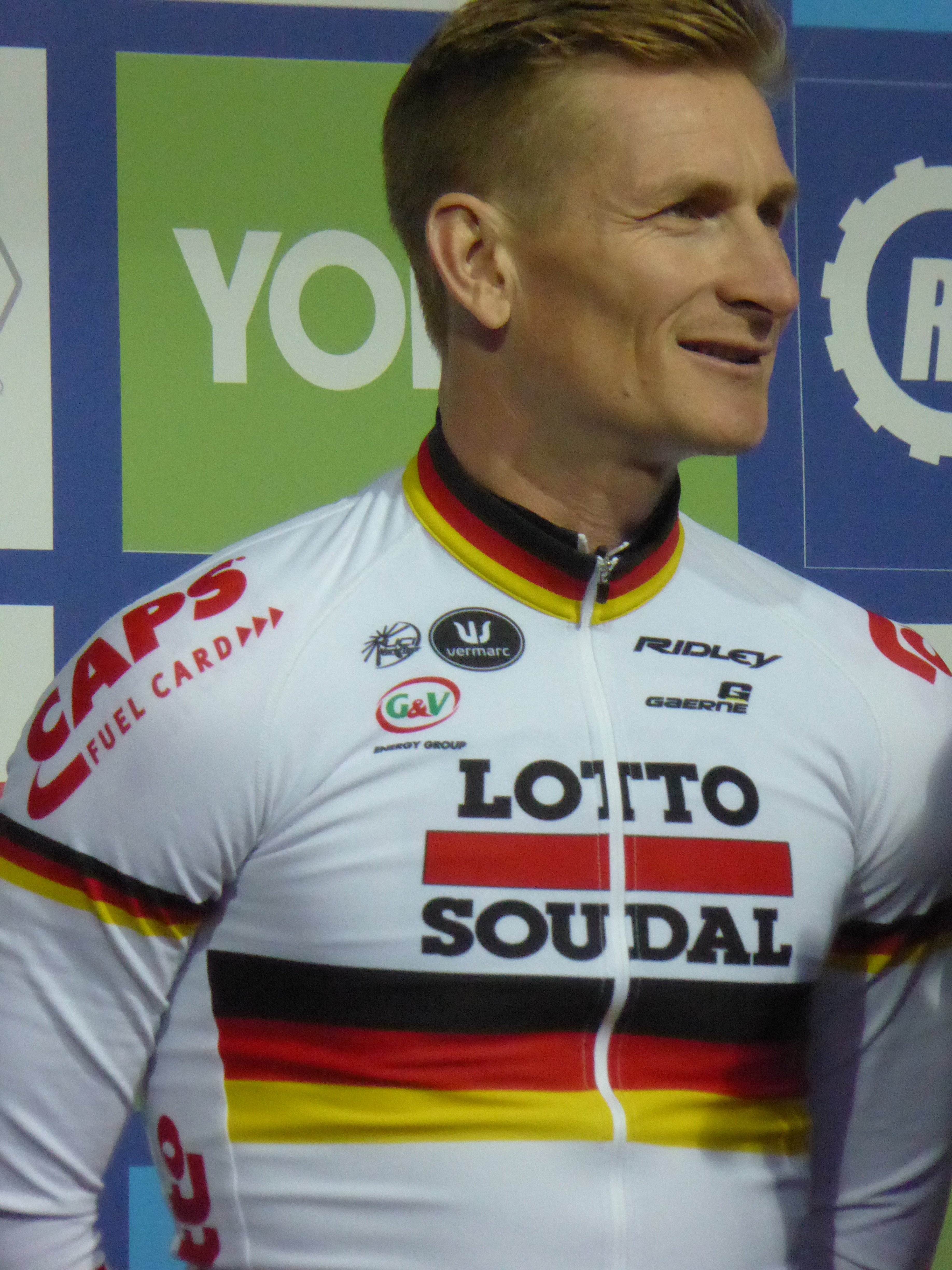
André Greipel

André Greipel  (16 de julho de 1982, Rostock) é um ciclista profissional alemão.
É um dos melhores velocistas do mundo.